# Mowgli
Mowgli este personajul principal al cărților Cartea Junglei și A doua carte a junglei, scrise de prozatorul britanic Rudyard Kipling.
Personajul este ilustrat de către un băiat găsit în junglă și crescut de o haită de lupi. Prietenii săi cei mai buni sunt o panteră (Baghera), un urs (Baloo) și un șarpe (Kaa) care îl ajută atât să scape de dușmănia unui tigru care – obsedat de ura sa împotriva oamenilor – încearcă să-l ucidă, cât și să-și regăsească drumul înapoi către civilizație.